# Hạt dẻ (màu)
 #800000 
Màu hạt dẻ (tên tiếng Anh: Maroon) là màu hỗn hợp của màu nâu và màu tía. Mặc dầu về quan niệm nó là hỗn hợp màu, nó có thể coi như biến thể sẫm của màu đỏ chưa bão hòa.

## Tọa độ màu
```
Số Hex
 =  #5c342c

RGB
   (r, g, b)      = (92, 52, 44)

CMYK
  (c, m, y, k)   = (0, 100, 100, 50)

HSV
 (h, s, v) =  (0, 100, 50)
```